# Susanne Wolf
Susanne Felicitas Wolf (* 24. Januar 1964 in Mainz) ist eine deutsche Autorin und Librettistin.

## Leben
Susanne Felicitas Wolf, geboren in Mainz, verbrachte ihre Kindheit/Schulzeit in Deutschland und wechselte nach der Matura/Abitur zum Studium nach Wien. An der Universität Wien absolvierte sie ein Studium der Theaterwissenschaft/Fächerkombination, das sie 1988 mit dem akademischen Grad Mag. phil. abschloss. Danach war sie nach Regieassistenzen u. a. am Theater der Jugend, im Bereich Dramaturgie u. a. am Schauspiel Frankfurt, (Intendanz: Hans-Peter Doll) dem Volkstheater Wien (Emmy Werner), dem Niederösterreichischen Donaufestival (Intendanz: Alfred Krauliz) und dem Schauspielhaus Wien (Künstlerische Leitung: Airan Berg & Barrie Kosky) tätig.
Die Autorin schreibt seit 1990 Texte für das Theater (Stücke, Libretti, Dramatisierungen und Bearbeitungen) im Bereich „U“ und „E“ und realisierte auch eigene, freie Theaterproduktionen in Österreich und Deutschland. In Wien war sie in ihrer Anfangszeit mit historisch fokussierten Solo-Stücken/Projekten u. a. über Wolfgang Neuss, Egon Schiele, Antonin Artaud, Richard Wagner erfolgreich. Seit 2001 entwickelte sie über zwanzig „Wiener Komödien“, seit 2014/15 ist sie verstärkt auch mit Libretti und Schauspielstücken im Bereich Kinder-Musik-Theater vertreten.
Susanne Felicitas Wolf lebt und arbeitet in Wien.

### Textbücher und Texte
- Die Geistinger und Johann Strauss, Lesetext, Erika Pluhar und NTO, 1999, sowie Wiener Symphoniker, Musikverein 2006
- Medea, Prosafassung nach Euripides, Schauspielhaus Wien, Regie: Barrie Kosky, Eröffnungspremiere 2001, 2003/2004
- Katharina Schratt. Ein Leben, Szenische Lesung/Solo für Ulrike Beimpold, u. a. Karajan-Centrum Wien, Theater in der Josefstadt/Sträußelsäle, 2003
- Poppea, nach Monteverdi, Fassung nach G. F. Busenello, Regie: Barrie Kosky, Schauspielhaus Wien, 2003
- Offenes Geheimnis, (Teil II der Trilogie: Mythen de Erinnerung, Verbrechen an der Menschlichkeit), Textbucherarbeitung gemeinsam mit Ong Keng Sen (Regie & Konzeption: Ong Keng Sen),     Schauspielhaus Wien, 2003
- Ein Wiener Sommernachtstraum, Regie: Adi Hirschal, Wiener Lustspielhaus, Eröffnungspremiere, 2004; 2005, ORF/3sat, 2006
- Blickwechsel, Tragikomödie, Regie: Nikolaus Büchel, Auftragswerk Volkstheater Wien, 2007, unter: Häppi-Änd, in Schweizer Textfassung von Jörg Schneider, Abschiedstournee Jörg Schneider 2013/14
- Kiss me Kate, Neuübersetzung, Regie: Barrie Kosky, Auftragswerk Komische Oper Berlin, 2008, 3sat Aufzeichnung
- Mon cher Cousin, Liedlibretto, Komposition: Johanna Doderer Dirigent: Ulf Schirmer, Auftragswerk zum „Bäsle-Jahr“, Mozartfest Augsburg, 2008, CD
- Krieg und Frieden, nach Leo Tolstoi, Regie: Alexander Hauer, Auftragswerk, Sommerspiele Melk, 2009
- Die Päpstin, Theaterstück nach dem Roman von Donna W. Cross, mit Katharina Stemberger als Päpstin (Regie: Alexander Hauer), Auftragswerk Sommerspiele Melk, 2012; als Tourneeproduktion von theaterlust, Thomas Luft/Anja Klawun mit dem 1. Preis Die Neuberin, Inthega 2014 ausgezeichnet
- Claudio Monteverdi / Elena Kats-Chernin, Operntrilogie, Regie: Barrie Kosky, Deutsche Textfassung von Orpheus und Poppea, sowie gemeinsam mit Ulrich Lenz, deutsche Textfassung von Odysseus,     3sat Aufzeichnung, Auftragswerk Komische Oper, 2012
- Feuerseele – Bertha von Suttner, Sie kämpfte für den Frieden Solo für und mit Maxi Blaha, Regie: Alexander Hauer, UA, Österr. Parlament, 2014
- Le Passé, nach dem Film von Asghar Farhadi Regie: Patrick Schlösser, Schauspielhaus Graz, 2015
- Schneewittchen und die 77 Zwerge, Musik: Elena Kats-Chernin, Musikal. Leitung Pawel Poplawski, Regie: Christian von Götz, Auftragswerk Komische Oper Berlin, 2015
- Die Totenfrau, Bühnenfassung von Bernhard Aichner und S. F. Wolf nach dem Thriller von B. Aichner, Regie: Thomas Krauß, Auftragswerk Tiroler Landestheater Innsbruck, 2016
- Der Engel mit der Posaune, Schauspiel nach dem Roman von Ernst Lothar, Regie: Janusz Kica, Auftragswerk Theater in der Josefstadt, 2017
- Prinzessin LiebdieLiebe, Kinderopernlibretto, nach dem Film von A.  Lalanne, Komposition: Jörg U. Krah, Regie: Anna Bernreitner, Auftragswerk Jeunesse Wien, 2018, nominiert in der Kategorie »Beste Oper für junges Publikum« bei den internationalen YAM-Awards, 2019
- Poros, Georg Friedrich Händel, Nachdichtung aus dem Italienischen, Regie: Harry Kupfer, Auftragswerk Komische Oper Berlin, 2019
- Die Schattenkaiserin, Historien-Musical-Libretto, Komposition: Jürgen Tauber & Oliver Ostermann, Regie: Johannes Reitmeier, Auftragswerk Tiroler Landestheater Innsbruck, 2019
- Michael Ende Jim Knopf und Lukas der Lokomotivführer, Kinderoper von Elena Kats-Chernin, Libretto: S. F. Wolf, Musikal. Leitung: Ivo Hentschel, Regie: Christian von Götz, Auftragswerk Komische Oper     Berlin, 2019[2]
- Die Geschichte von Valemon dem Eisbärkönig, Musik: Elena Kats-Chernin, Regie: Anna Bernreitner, Auftragswerk Philharmonie Luxemburg 2020[3]
- Der Weg ins Freie, Dramatisierung nach Arthur Schnitzler, Regie: Janusz Kica, Auftragswerk Theater in der Josefstadt, Auftragswerk, 2021
- Loopino, Wichtel-Abenteuer, 20-teilig, Schauspiel/Konzert für Kinder von 3–5 Jahren, Regie: Tobias Ribitzki, Nelly Danker, Friederike Karig, Auftragswerk Philharmonie Luxembourg 2020 ff.
- Der herzlose Riese, Musik: Elena Kats-Chernin, Libretto S. F. Wolf, Regie: Wolfgang Nägele, 2022, Auftragswerk Philharmonie Luxemburg, 2022
- Die Schöne und das Biest, Regie: Irene Christ, Auftragswerk Luisenfestspiele Wunsiedel, 2023
- Ich hab (k)ein Heimatland, Susanne F. Wolf und Marika Lichter, Solo-Abend für und mit Marika Lichter, szenische Einrichtung: Herbert Föttinger, Auftragswerk Theater in der Josefstadt/Kammerspiele, 2022
- Nils Holgerssons wundersame Abenteuer, Kinderoper von Elena Kats-Chernin, Regie: Ruth Brauer-Kvam, Auftragswerk Komische Oper Berlin, 2023
- Der gläserne Berg, Walter Braunfels, Neufassung des Librettos nach J. Oertel, S.F. Wolf, Auftragswerk Duisburger Philharmoniker, Musik. Leitung Axel Kober, Sprecherin Anna Graenzer, Szen. Einrichtung: Magdalena Schnitzler, WDR Aufzeichnung
- Der Berggeist vom Schöckl, Musik: Christoph Breidler, Libretto S. F.Wolf, Musik. Leitung: Stefan Birnhuber, Regie: Florian Kutej, mobile Oper in zwei Teilen, Auftragswerk Oper Graz, 2024
- Der Freischütz – Ein Tanz mit dem Bösen, Assemblage, Musik: Elena Kats-Chernin, Neubearbeitung: S. F. Wolf, Musikal. Leitung: Hendrik Vestmann, Regie: Joan A. Rechi, Auftragswerk Oldenburgisches Staatstheater

### Autobiographien (Mitarbeit)
- Nicht immer war es wunderbar, Harald Serafin, 2009, Amalthea Verlag
- War´s das, Peter Weck, 2010/2020, Amalthea Verlag
- Sie werden lachen, alles ist wahr, Ulrich N. Schulenburg, 2011, Amalthea Verlag[4]